# پهن‌نوک سبز
پهن‌نوک سبز (نام علمی: Calyptomena viridis) نام یک گونه از سرده پهن‌نوک‌های سبز است. طول بالغ این پرنده ۱۷ سانتی‌متر است. جنگل‌های پهن برگ همیشه سبز بورنئو، سوماترا و شبه جزیره مالایا و جنگل انبوه مونتانه زیستگاه این جانور است.